# Charles de Bentzeradt
Charles de Bentzeradt, né à Echternach (alors dans le duché de Luxembourg; actuellement au Grand-duché de Luxembourg) le 23 mars 1635 et mort à Orval (en Belgique) le 12 juin 1707, est un moine cistercien de l'abbaye d'Orval, dont il est l'abbé de 1668 à sa mort. Il y introduisit la réforme de l'abbé de Rancé (tradition trappiste).  

## Biographie
Charles de Bentzeradt est moine cistercien de l’abbaye d’Orval. Élu d’abord coadjuteur (1666), il devient abbé d’Orval le 8 avril 1668. Il est considéré comme le second réformateur d’Orval. Il revient, sous l’influence de l’abbé de Rancé, à la Règle de Saint Benoît mise en œuvre selon les us et coutumes de Cîteaux.
Bentzeradt rencontre l’abbé de Rancé à l’abbaye de Chatillon en Champagne. Il est d’abord effrayé par le programme de vie monastique que propose l’abbé de La Trappe: «Faites réflexion, mon révérend père, que ce sont des hommes revêtus d’un corps mortel que nous avons à conduire et non pas des anges ». Mais il envoie quelques moines se former à la stricte observance de La Trappe qui est alors introduite à l’abbaye d’Orval.
L’extrême rigueur de la nouvelle observance ouvre la porte au jansénisme dans la communauté d’Orval. Sous son abbatiat, l’abbaye est un centre important et fervent de rayonnement janséniste. Orval est en rapports étroits avec l’abbaye de Port-Royal. Pierre Nicole se réfugie quelque temps à Orval. Cependant la présence de ce dernier devenant encombrante, Bentzeradt lui demande de quitter l’abbaye.
En 1694, Bentzeradt transforme une grange cistercienne près d’Herbeumont (Belgique), dépendant d'Orval, qui devient le prieuré de Conques, pour servir de maison d’études aux jeunes moines. De nombreux novices sont reçus. Le nombre de moines reste au-dessus de la centaine, ce qui permet la fondation, en 1701, du prieuré de Düsselthal, près de Düsseldorf (Allemagne), qui est érigé en abbaye peu après.
L’abbé Charles de Bentzeradt meurt à Orval le 12 juin 1707 à l'âge de 72 ans. Son long abbatiat de 39 ans a fortement marqué l’abbaye et transformé la communauté monastique. Après sa mort, les moines d'Orval repeuplèrent et réformèrent l'abbaye de Beaupré (aujourd'hui disparue), à Moncel-lès-Lunéville en Lorraine. En 1723, la communauté d’Orval comptait 130 religieux. Elle était « la plus nombreuse de l'Empire ».